# 東京学芸大学附属大泉小学校
東京学芸大学附属大泉小学校（とうきょうがくげいだいがくふぞくおおいずみしょうがっこう、英: Oizumi Elementary School Attached to Tokyo Gakugei University）は、東京都練馬区東大泉にある国立小学校。設置者は国立大学法人東京学芸大学。

## 概要
歴史
1938年（昭和13年）に開校した東京府大泉師範学校附属小学校を前身とする。2022年（令和4年）に創立84周年を迎えた。
教育目標
「自ら学び、自ら考え、ねばり強く取り組む子ども」「支え合い、ともに生きるども」「たくましく、清い心の子ども」
校章
東京第三師範学校の時は菊の葉がモチーフとなっていたが、現在は菊の花を背景に「小」の文字を置いている。
同窓会
「泉友（せんゆう）会」と称する。
特色
- 東京学芸大学の附属小学校として、小学校教員免許取得希望者の教育実習が行われている。
- 1969年（昭和44年）に国内の小学校では初の帰国子女対象の特設学級が設置され、海外帰国児童への教育研究が行われてきた。2007年（平成19年）に国際中等教育学校が設置されたことに伴い、国際をキーワードとした改革が行われることとなった。
- 「菊」と結び付けられることが多く、児童を「菊の子」と呼び、年中行事で児童たちが春から菊（１年生から４年生は小菊、5年生から6年生は大輪菊を育てる）を育てて、同時に畑で育てた野菜を味噌汁にする「きくまつり」等の独特な行事がある。

## 沿革
- 1938年（昭和13年）- 東京府大泉師範学校が開校。附属学校として「東京府大泉師範学校附属小学校」が開校。
- 1941年（昭和16年）- 国民学校令により、「東京府大泉師範学校附属国民学校」と改称。
- 1943年（昭和18年）- 改正師範教育令による師範学校の官立（国立）移管・改称により、「東京第三師範学校附属国民学校」と改称。
- 1947年（昭和22年）- 学制改革に伴い、「東京第三師範学校附属小学校」と改称。
- 1949年（昭和24年）5月 - 新制大学東京学芸大学の発足により、「東京学芸大学東京第三師範学校附属小学校」と改称。
- 1951年（昭和26年）4月 - 東京第三師範学校の廃止に伴い、「東京学芸大学附属大泉小学校」と改称。
- 1969年（昭和44年）- 日本の小学校で、初めて帰国子女対象の特設クラス（ゆり組）を設置。
- 1972年（昭和47年）4月 -「東京学芸大学教育学部附属大泉小学校」と改称。
- 2004年（平成16年）4月 - 東京学芸大学が国立大学法人化され、「東京学芸大学附属大泉小学校」（現校名）に改称。
- 2023年（令和5年）12月 - 学芸大学附属大泉小一帯が大規模な火災時の避難所になった。

## 学校行事
3学期制をとっている。
1学期
- 4月 - 和楽会（新入生歓迎行事）
- 5月 - 低学年遠足（1年昭和記念公園、2年航空公園、3年日和田山）高学年移動教室（4年富浦、5年箱根）、離任式
- 6月 - 高学年移動教室（6年日光）
- 7月 - 5・6年富浦臨海学校

2学期
- 9月 - 教育実習
- 10月 - 運動会
- 11月 - きくまつり（開校祝賀会）、全校遠足
- 12月 - 菊の子展覧会

3学期
- 1月 - 全国研究発表会
- 2月 - おわかれ音楽会（卒業生送別行事）、教育実習
- 3月 - 卒業式、卒業パレード、六年生を送る会

## 著名な出身者
- 伊藤雅俊 - 実業家
- 望月衣塑子 - 新聞記者
- 島村英紀 - 地震学者
- 平井理央 - アナウンサー
- V.V Mei - 総合格闘家
- マッスル北村 - ボディビルダー、タレント
- 入山章栄 - 経済学者
- 前橋汀子 - ヴァイオリニスト
- 渡部英美 - アナウンサー
- 山下泰子 - 法学者

## 諸問題
2022年度に、当時5年生だった男子児童が、同級生らから複数回にわたるいじめを受け、被害児童は学校のアンケートで、何度もいじめ被害を訴えてきた。この児童の学級担任は、アンケートの都度、児童へのケアや、加害児童への指導をしたとしていたが、当初、管理職への報告をしないなど、組織的な対応がとられず、2022年12月に管理職への報告が行われたものの、児童は学校を欠席するようになり、2023年5月に他の学校に転校した。同校側は2023年4月に今回の事態を運営母体の東京学芸大学に報告し、大学側はいじめの重大事態であるとして、5月に文部科学省に報告した。今後、調査委員会を立ち上げ同校の対応を調査するとしている。

## 関連校
- 東京学芸大学
  - 附属高等学校
    - 東京学芸大学附属高等学校
    - 東京学芸大学附属高等学校大泉校舎

  - 附属中学校
    - 東京学芸大学附属世田谷中学校
    - 東京学芸大学附属小金井中学校
    - 東京学芸大学附属竹早中学校

  - 附属中等教育学校
    - 東京学芸大学附属国際中等教育学校（旧東京学芸大学附属大泉中学校）

  - 附属小学校
    - 東京学芸大学附属世田谷小学校
    - 東京学芸大学附属小金井小学校
    - 東京学芸大学附属大泉小学校
    - 東京学芸大学附属竹早小学校

  - 附属幼稚園
    - 東京学芸大学附属幼稚園小金井園舎
    - 東京学芸大学附属幼稚園竹早園舎

  - 東京学芸大学附属特別支援学校

## 関連事項
- 東京都小学校一覧